# Santobius spinigerus
Santobius spinigerus – gatunek kosarza z podrzędu Laniatores i rodziny Podoctidae..